# Solidaridad (Escocia)
Solidaridad (en inglés: Solidarity; nombre completo: Solidarity – Scotland's Socialist Movement, o Solidaridad - El Movimiento Socialista de Escocia) es un partido político socialista demócrata e independentista en Escocia.
Nació el 3 de septiembre de 2006 de una escisión del Partido Socialista Escocés, después de la acción de difamación de Tommy Sheridan. Sheridan, el antiguo jefe del Partido Socialista Escocés, ahora es el líder de Solidaridad con Rosemary Byrne. No tiene diputado al Parlamento Escocés.